# Lijst van voetballers - D
Dit is een lijst van voetballers met een artikel op Wikipedia van wie de achternaam begint met de letter D.

## Da

### Daa
- Dyron Daal
- Wiggert van Daalen

### Dab
- Dario Dabac
- Mladen Dabanovič
- Nikos Dabizas
- Bryan Dabo
- Mouhamadou Dabo
- Ousmane Dabo
- Moanes Dabour

### Dac
- Miguel Dachelet
- Bradley Dack
- Olivier Dacourt
- Miklós Dacsev

### Dad
- Soufiane Dadda

### Dae
- Ali Daei
- Joop van Daele
- Björn Daelemans
- Yvette van Daelen
- Eric Daels
- Tom Daemen
- Filip Daems
- François Daenen
- Jos Daerden
- Koen Daerden
- Dimitri Daeseleire
- Ha Dae-sung

### Daf
- Mohamed Daf
- Omar Daf

### Dag
- Muhlis Dağaşan
- Manu Dagher
- Adam Daghim
- Siaka Dagno

### Dah
- Pontus Dahlberg
- Johan Dahlin
- Juha Dahllund
- Tore André Dahlum
- Hamza Dahmane
- Mohamed Dahmane
- Thomas Dähne
- Mahmoud Dahoud

### Dai
- Kuniya Daini

### Dal
- Gelson Dala
- Pierre Dalem
- Jeanine van Dalen
- Leon van Dalen
- Maurits van Dalen
- Roy van Dalen
- Marco D'Alessandro
- Harm van Dalfzen
- Thomas Dalgaard
- Kenny Dalglish
- Wilfried Dalmat
- Stéphane Dalmat
- Albert Dalmau
- Marian Dalmy
- Radomir Đalović
- Henrik Dalsgaard
- Bob Dalving
- Gerard Daly
- Jon Daly

### Dam
- Folly van Dam
- Marije van Dam
- Michiel van Dam
- Stefan van Dam
- Omer Damari
- Vitalie Damașcan
- Marian Damaschin
- Raynick Damasco
- Jonas Damborg
- Aleksandar Damčevski
- Alessandro Damen
- Henk Damen
- Leandro Damião
- Cristian Daminuță
- Dejan Damjanović
- Jürgen Damm
- Carlo Damman
- Wessel Dammers

### Dan
- Ovidiu Dănănae
- Frans Danen
- Sander Danes
- Dani
- Gaël Danic
- Clayton Daniels
- Glenn Daniëls
- Joop Daniëls
- Yana Daniëls
- Marcus Danielson
- Inge Danielsson
- Tomas Danilevičius
- Damil Dankerlui
- Scott Dann
- Kévin Danois
- Erixon Danso
- Kevin Danso
- Rubin Dantschotter
- Frits Dantuma
- Jouke Dantuma
- Romain Danzé

### Dao
- Farid Daoud
- El Almi Daoudi

### Dap
- Fabio Daprelà

### Dar
- Georgi Daraselia
- Vitali Daraselia
- Darley
- Guy Dardenne
- Sergi Darder
- Oussama Darfalou
- Vladimír Darida
- Matteo Darmian
- Brahim Darri
- Egbert Darwinkel

### Das
- Narayan Das
- Prabir Das
- Rinat Dasajev
- Denis Dasoul
- Matty Dassen
- Ronald Dassen

### Dat
- Michihisa Date

### Dau
- Dennis Daube
- Ferdinand Daučík
- Abiola Dauda
- Fatau Dauda
- Raoul Daufresne de la Chevalerie
- Christoph Daum
- Tomas Daumantas
- Cédric Daury
- Frank Dauwen

### Dav
- Daniel Davari
- Chris David
- Jeremias Carlos David
- Jonathan David
- Steve David
- Trevor David
- Edgar Davids
- Jaap Davids
- Lance Davids
- Lorenzo Davids
- Sefanja Davids
- Jason Davidson
- Jun Marques Davidson
- Alphonso Davies
- Ben Davies
- Simon Davies
- Ulises Dávila
- Duilio Davino
- Brad Davis
- Harold Davis
- Kelvin Davis
- Sean Davis
- Steven Davis
- Zoeriko Davitasjvili

### Daw
- Paweł Dawidowicz

### Day
- Troy Dayak
- Roy Dayan

## De

### Dea
- Nick Deacy
- Ángel Dealbert

### Deb
- Gianni De Biasi
- Laurens De Bock
- Kevin De Bruyne

### Dec
- Harry Decheiver
- Jordy Deckers
- Maxim Deckers
- Patrick Deckers
- Deco

### Ded
- Nevil Dede
- Amar Dedić
- Mirsad Dedić
- Zlatko Dedič

### Dee
- John Deehan
- Hugo Deenen

### Def
- Geert Deferm
- Jermain Defoe
- Steven Defour
- Grégoire Defrel

### Deg
- David Degen
- Philipp Degen

### Deh
- Frédéric Déhu

### Deg
- Michael Degiorgio

### Dei
- Sebastian Deisler

### Dek
- Dennes De Kegel

### Del
- Nicolás De La Cruz
- Alessandro Del Piero
- Matej Delač
- A. J. DeLaGarza
- Jonathan Delaplace
- Hannes Delcroix
- Nick DeLeon
- Spas Delev
- Carlos Omar Delgado
- Edder Delgado
- Marco Delgado
- Milton Delgado
- Michael Dello-Russo
- Casiano Delvalle
- Marco Delvecchio

### Dem
- Otto Demarmels
- Garra Dembélé
- Mousa Dembélé
- Jay DeMerit
- Georgi Demetradze
- Vadim Demidov
- Abdulaziz Demircan
- Clint Dempsey

### Den
- Leander Dendoncker
- Thomas Deng
- Denílson
- Harry Dénis
- Romano Denneboom
- Denner
- Stefano Denswil

### Dep
- Fabio Depaoli
- Memphis Depay
- David Depetris

### Der
- Zvonimir Deranja
- Alexander Dercho
- Timothy Derijck
- Johan Derksen
- Oscar Dertycia
- Sepp De Roover

### Des
- Marcel Desailly
- Gérard Desanghere
- Olivier Deschacht
- Didier Deschamps
- Kyle De Silva
- Damir Desnica
- Kiril Despodov
- Daniele Dessena
- Tom De Sutter

### Deu
- Gerard Deulofeu

### Dev
- Akaki Devadze
- Koen De Vleeschauwer
- Marko Dević
- Frank Deville
- Laurent Deville
- Maurice Deville
- John Devine

### Dew
- Gilles Dewaele
- Kiernan Dewsbury-Hall
- Jimmy De Wulf

### Dez
- Roberto De Zerbi
- Gustavo Dezotti

## Di

### Dia
- Fousseni Diabaté
- Daouda Diakité
- Oumar Diakité
- Boubacar Diabang Dialiba
- Abdoulaye Diallo
- Mustapha Elhadji Diallo
- Aimo Diana
- Lassana Diarra
- Mahamadou Diarra
- André Dias
- Rúben Dias
- Krépin Diatta
- Lamine Diatta
- Cata Díaz
- Ernesto Díaz
- Ismael Díaz
- Júnior Díaz
- Marcelo Díaz
- Mauro Díaz
- Óscar Díaz
- Óscar Díaz
- Sergio Díaz

### Dib
- Anouar Diba
- Jamal Dibi
- Tyler Dibling

### Dic
- Nicolae Dică
- Francis Dickoh

### Did
- Dida
- Daniel Didavi
- Joey Didulica

### Die
- Serey Die
- Claude Dielna
- Walter Dietrich

### Dij
- Bogomil Dijakov
- Dominique van Dijk
- Gé van Dijk
- Gregoor van Dijk
- Rob van Dijk
- Virgil van Dijk
- Marinus Dijkhuizen
- Mitchell Dijks
- Elijah Dijkstra

### Dil
- Coen Dillen
- Rıdvan Dilmen

### Dim
- Federico Dimarco
- Ángel Di María
- Fabio Di Michele Sanchez
- Krasimir Dimitrov
- Nikolai Dimitrov
- Velizar Dimitrov
- Elini Dimoutsos

### Din
- Pavol Diňa
- Arley Dinas
- Michael Dingsdag
- Eren Dinkçi
- Serghei Dinov
- Ivar van Dinteren

### Dio
- Carlos Diogo
- Ousmane Diomande
- Yan Diomande
- El Hadji Diouf

### Dir
- Dave Dir
- Julius Dirksen

### Dis
- Mikkel Diskerud
- Vladimir Dišljenković

### Dit
- Ted Ditchburn
- Barry Ditewig

## Dj
- Abdelmoumene Djabou
- Svetoslav Djakov
- Constant Djakpa
- Djalma
- Djaniny
- Rafik Djebbour
- Eric Djemba Djemba
- Server Djeparov
- Cédric Djeugoué
- Koffi Djidji
- Alexander Djiku
- Tony Djim
- Berat Djimsiti
- Youri Djorkaeff
- Franculino Djú

## Dm
- Marko Dmitrović

## Do
- Bořek Dočkal
- Mark Dodd
- Dodô
- Matt Doherty
- Damjan Đoković
- Kasper Dolberg
- Thomas Doll
- Tibor Dombi
- Marcel Di Domenico
- Toni Domgjoni
- Alejandro Domínguez
- Alexander Domínguez
- Sebastián Domínguez
- Maurizio Domizzi
- Valeri Domovtsjijski
- Roberto Donadoni
- Mitchell Donald
- Coll Donaldson
- Doni
- Seo Dong-myung
- Ji Dong-won
- Liam Donnelly
- Landon Donovan
- Godfred Donsah
- Godsway Donyoh
- Sven van Doorm
- Luka Đorđević
- Patrick Dorgu
- Tony Dorigo
- Wangay Dorji
- Felix Dornebusch
- Hans-Jürgen Dörner
- Ryan Donk
- Andrea Dossena
- Giuseppe Dossena
- Mathieu Dossevi
- Bas Dost
- Cheick Doucouré
- Désiré Doué
- Guéla Doué
- Kenneth Dougall
- Douglas
- Darl Douglas
- Azzedine Doukha
- Rodrigo Dourado
- Artem Dovbyk
- Conor Doyle
- Kevin Doyle

## Dr
- Ivica Dragutinović
- Dušan Drašković
- Julian Draxler
- Esteban Dreer
- Bernd Dreher
- Wolfgang Dremmler
- Martin Drent
- Gilbert Dresch
- Ludwig Drescher
- Didier Drogba
- Anto Drobnjak
- Joël Drommel
- Henrico Drost
- Jeroen Drost
- Jesper Drost
- Josip Drmić
- Jervis Drummond
- Gerald Drummond

## Du

### Dua
- Lerin Duarte
- Óscar Duarte
- Patrick Duarte

### Dub
- Slobodan Dubajić
- Dion Dublin
- Rodolfo Dubó
- Léo Dubois
- Peter Dubovský
- Kaspars Dubra
- Artur Dubravčić
- Martin Dúbravka

### Duc
- Guillaume Ducatel
- Peter Ducke
- Roland Ducke
- Marvin Ducksch
- David Ducourtioux

### Dud
- Duda
- Ondrej Duda
- Marciano Duda
- Rafael Dudamel
- Jerzy Dudek
- Milan Dudić
- Dariusz Dudka
- Jeremy Dudziak

### Due
- Anders Due
- Jesús Dueñas

### Duf
- Grégory Dufer
- Damien Duff
- Sjef van Duffelen
- Sébastien Dufoor
- Guy Dufour

### Dug
- Petra Dugardein
- Steve Dugardein
- Christophe Dugarry

### Duh
- Mathieu Duhamel

### Dui
- Gert-Jan Duif
- Marco van Duin
- Jaap van Duijn
- Toon Duijnhouwer
- Rein van Duijnhoven
- Edwin Duim
- Marco van Duin
- Mike van Duinen
- Sander Duits
- Theo van Duivenbode
- Simon van Duivenbooden

### Duj
- Joey Dujardin
- Mate Dujilo
- Tomislav Dujmović

### Duk
- Dilly Duka
- Dragan Đukanović
- Miroslav Đukić

### Dul
- Willy Dullens

### Dum
- Sascha Dum
- Osman Kürşat Duman
- Franck Dumas
- Stéphane Dumont
- Denzel Dumfries

### Dun
- Russell Duncan
- Dunga
- Chris van den Dungen
- Hans van den Dungen
- Mari van den Dungen
- Ruud van den Dungen
- Wim van den Dungen
- Todd Dunivant
- Lewis Dunk
- Antun Dunković
- David Dunn
- Richard Dunne
- John den Dunnen

### Dup
- Maxime Dupé
- Alo Dupikov
- Édouard Duplan
- Frédéric Duplus
- Pascal Dupraz
- Frédéric Dupré
- Kévin Dupuis

### Dur
- Francisco Durán
- Jean-Philippe Durand
- Uroš Đurđević
- Nikola Đurđić
- Martin van Duren
- Igor Đurić
- Filip Đuričić
- Gordon Durie
- Quentin Durieux
- Franck Durix
- Erik Durm
- Jimmy Durmaz
- Bernd Dürnberger
- Klodian Duro
- Milko Ðurovski
- Kenan Durmuşoğlu
- Bernd Dürnberger
- Salih Dursun
- Murat Duruer
- Timothy Durwael

### Dus
- Johnny Dusbaba
- Damien Dussaut
- Wim Dusseldorp
- Donny van der Dussen
- Noë Dussenne

### Dut
- Sören Dutoit
- Romain Dutrieux
- Richard Dutruel
- Robin Dutt

### Duu
- Henk Duut

## Dw
- Raphael Dwamena
- Dom Dwyer

## Dy
- Andrew Dykstra

## Dz
- Vanja Džaferović
- Edin Džeko
- Dariusz Dziekanowski
- Elvedin Džinič
- Marek Dziuba
- Omer Dzonlagic
- Peter Dzúrik

A · B · C · D · E · F · G · H · I · J · K · L · M · N · O · P · Q · R · S · T · U · V · W · X · Y · Z